# Liste der Biografien/Riek
Liste der Biografien |
Portal Biografien |
Personensuche
# |
A |
B |
C |
D |
E |
F |
G |
H |
I |
J |
K |
L |
M |
N |
O |
P |
Q |
R |
S |
T |
U |
V |
W |
X |
Y |
Z |
?
 
Ra |
Rb |
Rd |
Re |
Rh |
Ri |
Rj |
Rk |
Rl |
Rm |
Rn |
Ro |
Rr |
Rs |
Rt |
Ru |
Rv |
Rw |
Rx |
Ry |
Rz
 
Ria |
Rib |
Ric |
Rid |
Rie |
Rif |
Rig |
Rih |
Rii |
Rij |
Rik |
Ril |
Rim |
Rin |
Rio |
Rip |
Riq |
Rir |
Ris |
Rit |
Riu |
Riv |
Riw |
Rix |
Riy |
Riz
 
Rieb |
Riec |
Ried |
Rief |
Rieg |
Rieh |
Riek |
Riel |
Riem |
Rien |
Riep |
Rier |
Ries |
Riet |
Rieu |
Riev |
Riew |
Riex |
Riez
Die Liste der Biografien führt alle Personen auf, die in der deutschsprachigen Wikipedia einen Artikel haben. Dieses ist eine Teilliste mit 58 Einträgen von Personen, deren Namen mit den Buchstaben „Riek“ beginnt.

## Riek
- Riek, Edgar Frederick (1920–2016), australischer Zoologe und Paläontologe
- Riek, Gustav (1900–1976), deutscher Prähistoriker
- Riek, Heinz (1918–2006), deutscher Journalist, Fernsehpionier
- Riek, Peter (* 1960), deutscher Zeichner und Maler
- Riek, Renate (* 1960), deutsche Volleyball-Nationalspielerin

### Rieke
- Rieke, Andreas (* 1967), deutscher MusikerAndreas Rieke (* 1967)

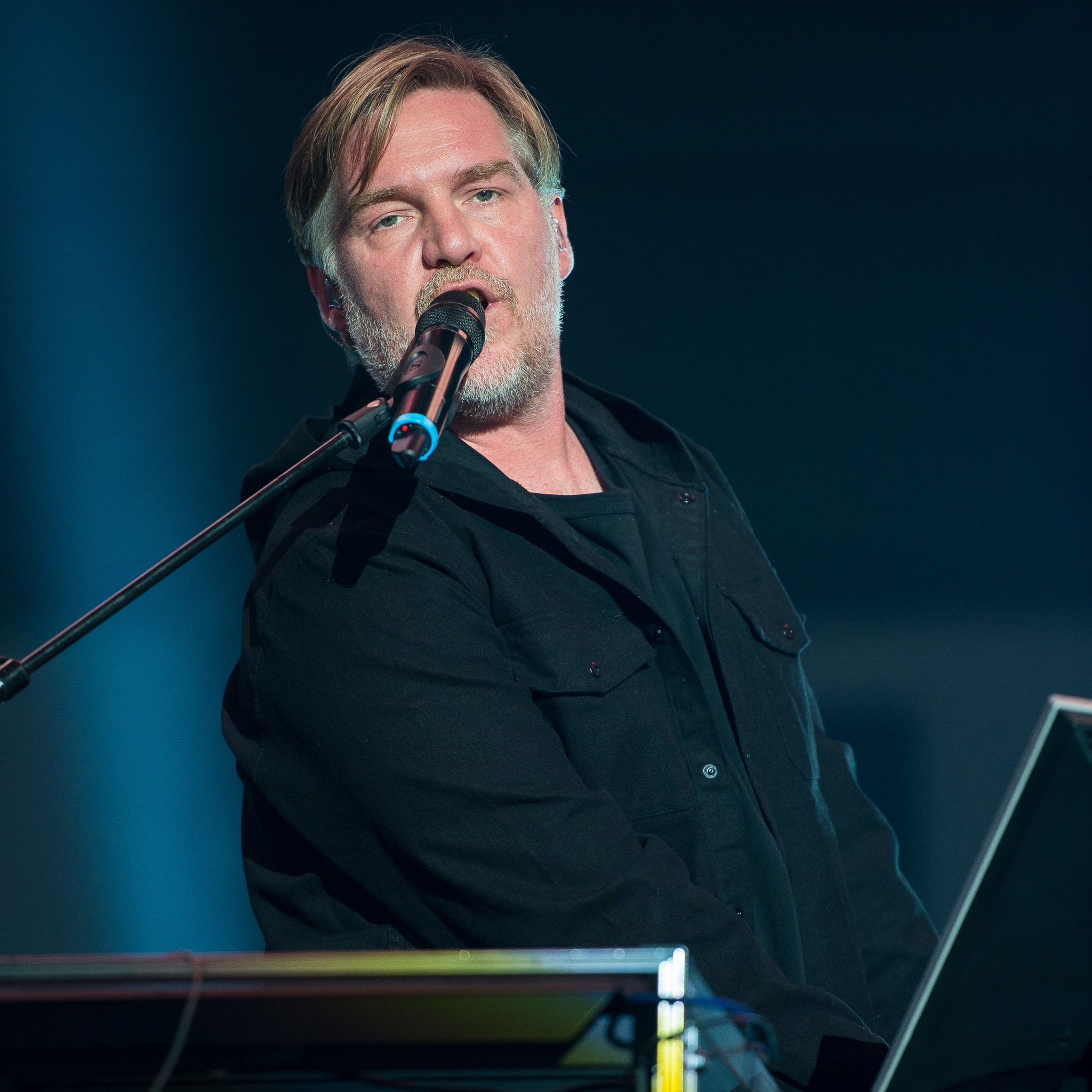
Andreas Rieke (* 1967)

- Rieke, Annalena (* 1999), deutsche Fußballspielerin
- Rieke, August (* 1935), deutscher Bahnradsportler
- Rieke, Bernhard (1863–1940), deutscher Schiffszimmerer und Politiker (SPD)
- Rieke, Dieter (1925–2009), deutscher Journalist und Politiker (SPD)
- Rieke, Georg (1894–1970), deutscher General der Flieger im Zweiten Weltkrieg
- Rieke, Heinrich (1843–1922), deutscher Politiker (ADAV, SDAP, SPD), MdR und Gewerkschafter
- Rieke, Janek (* 1971), deutscher Schauspieler und Regisseur
- Rieke, Joachim (* 1960), deutscher Pianist und Musikpädagoge
- Rieke, Karl (1929–2018), deutscher SED-Funktionär, MdV und Landwirtschaftsfunktionär
- Rieke, Katrin (* 1971), deutsche Juristin, ehemalige Ministerialdirigentin und Richterin
- Rieke, Kuno (1897–1945), deutscher Politiker (SPD)
- Rieke, Manuel (* 1982), deutscher Volleyball- und Beachvolleyballspieler
- Rieke, Marcia J. (* 1951), US-amerikanische Astronomin
- Rieke, Nils, deutscher Synchronsprecher
- Rieke, Reinhold (1881–1945), deutscher Chemiker und Keramiker
- Rieke, Wilhelm (1880–1967), niedersächsischer Politiker (SPD)
- Riekeberg, Marcus (* 1964), deutscher Wirtschaftswissenschaftler, Autor und Professor
- Riekehof-Böhmer, August (1849–1931), deutscher Gutsbesitzer und Politiker, MdR
- Riekel, August Christian (1897–1967), Drehbuchautor
- Riekel, Patricia (* 1949), deutsche Journalistin
- Riekemann, Klaus (* 1940), deutscher Ruderer, Olympiasieger
- Rieken, Anne (* 1964), deutsche Grafikerin, Kinderbuchautorin und -illustratorin sowie Kinderspiel-Animatorin
- Rieken, Bernd (* 1955), deutscher Philosoph, Psychotherapeut und Hochschullehrer
- Rieken, Charlotte (1909–1996), deutsche Politikerin (SPD), Mitglied des Abgeordnetenhauses von Berlin
- Rieken, Elisabeth (* 1965), deutsche Sprachwissenschaftlerin
- Rieken, Henri-Christophe (1797–1875), deutscher und belgischer Arzt und Beamter
- Rieken, Käthe (1865–1917), deutsche Archäologin
- Rieken, Ronny (* 1968), mehrfacher verurteilter Mörder
- Rieken, Sven (* 1973), deutscher Journalist, Fernsehproduzent und Reporter
- Riekenberg, Kim (* 1994), deutsches Model
- Riekenberg, Michael (* 1953), deutscher Historiker
- Rieker, Betina (* 1962), deutsche Gerichtspräsidentin
- Rieker, Hans-Ulrich (1920–1979), deutscher Theaterschauspieler, Autor und Oberhaupt des Ordens Arya Maitreya Mandala für Europa
- Rieker, Heinrich (1925–2015), deutscher Journalist und Schriftsteller
- Rieker, Karl (1857–1927), deutscher Rechtswissenschaftler und Rechtshistoriker
- Rieker, Manfred (* 1939), deutscher Fotograf und Fotodesigner
- Rieker, Wolfgang (* 1961), deutscher Fußballspieler
- Riekers, Steffen (1984–2016), deutscher Theaterschauspieler
- Riekert, Eva (* 1946), deutsche Übersetzerin
- Riekert, Gottlob Friedrich (1841–1900), deutscher Regierungsrat und Politiker, MdR
- Riekert, Paul (1902–1981), deutscher Ingenieur und Hochschullehrer
- Riekewald, Monique (* 1978), deutsche Rennrodlerin

### Riekh
- Riekher, Rolf (1922–2020), deutscher Optiker

### Riekk
- Riekkinen, Wille (* 1946), finnischer Geistlicher und Bischof

### Rieks
- Rieks, Ansgar (* 1959), deutscher Generalleutnant
- Rieks, Josefine (* 1988), deutsche SchriftstellerinJosefine Rieks (* 1988)

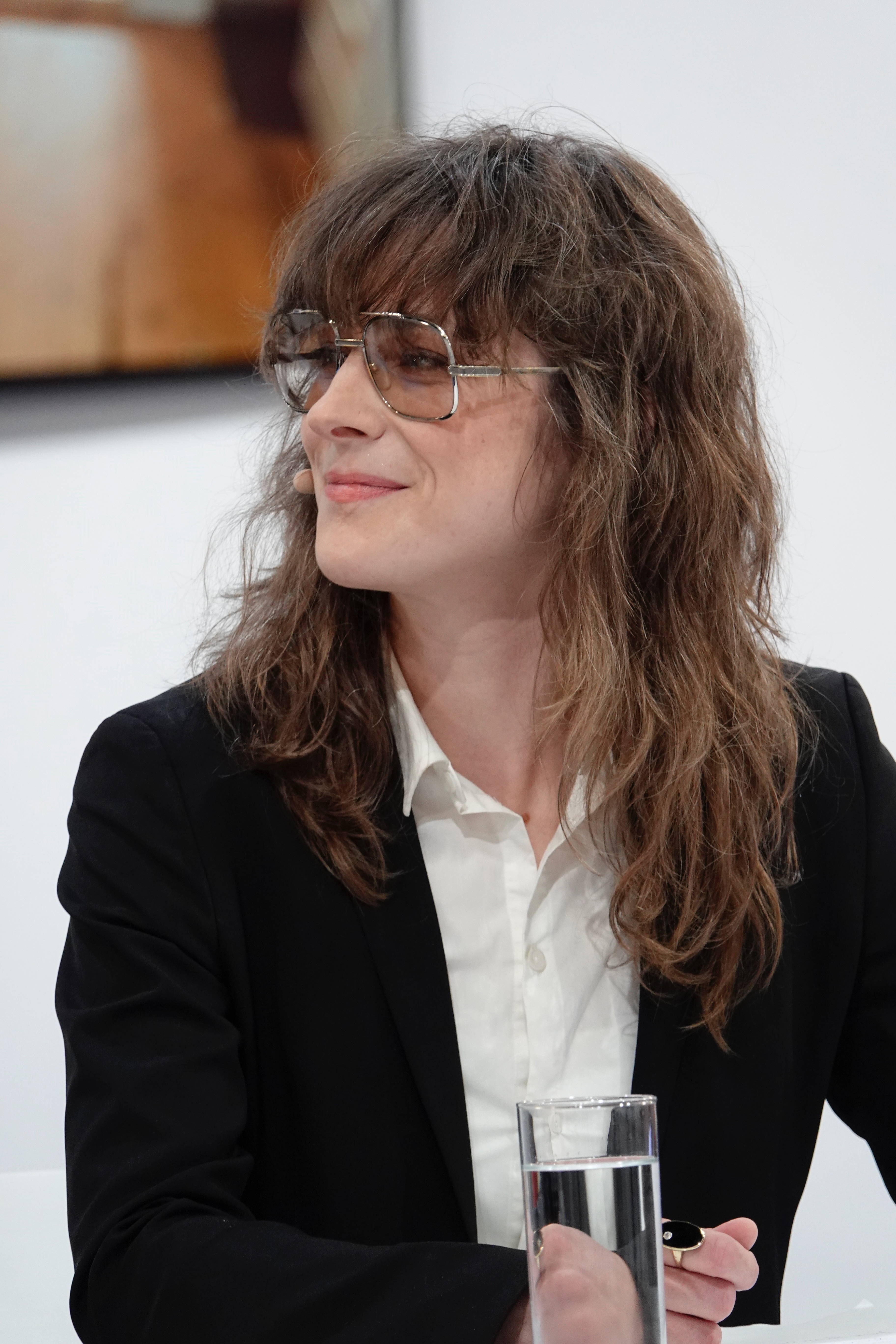
Josefine Rieks (* 1988)

- Rieks, Rudolf (1937–2024), deutscher Altphilologe
- Rieks, Søren (* 1987), dänischer Fußballspieler
- Rieksneuwöhner, Robin (* 1985), deutscher Politiker (CDU)
- Rieksta, Dzidra (1927–2020), lettische Rosenzüchterin
- Riekstiņš, Alberts (1907–2004), lettischer Skilangläufer
- Riekstiņš, Māris (* 1963), lettischer Diplomat und Politiker